# کمدن (نیوجرسی)
کمدن (به انگلیسی: Camden) شهری است در ایالت نیوجرزی از کشور ایالات متحده آمریکا.
این شهر حومه‌ایست از فیلادلفیا.